# نرزینگن
نرزینگن (به آلمانی: Nersingen) یک شهر در آلمان است که در Neu-Ulm واقع شده‌است. نرزینگن ۹٬۷۶۷ نفر جمعیت دارد.

## خواهرخوانده
شهر Reichenau خواهرخواندهٔ نرزینگن هست.